# 테이크다운 (무술)

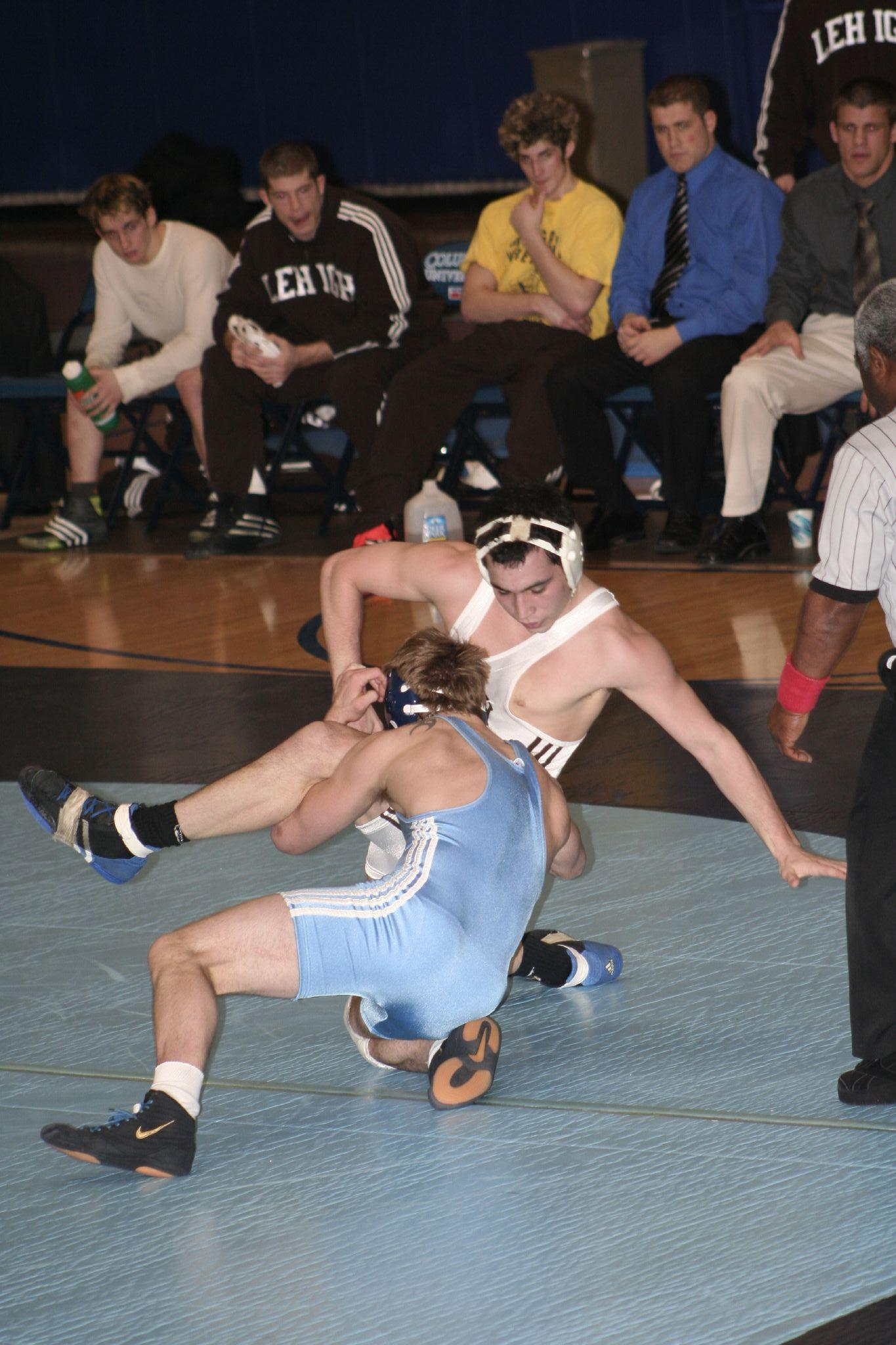

테이크다운(takedown)은 무예 및 격투 스포츠에서 상대의 균형을 무너뜨리고 공격자가 위에 착지한 상태에서 상대를 땅으로 끌어내리는 기술이다. 
상대방에게 빠르게 전진하고 테이크다운을 시도하는 과정을 테이크다운을 위한 슈팅 또는 간단히 슈팅이라고 부른다. 테이크다운은 일반적으로 진폭과 임팩트로 인해 던지기와는 구별된다. 여기서 던지기의 목적은 상대를 완전히 제거하는 것이고 테이크다운의 목적은 상대를 지면에 쓰러뜨리고 유리한 위치를 차지한 다음 조인트락으로 마무리하는 것이다. 목 조르기 또는 종합격투기, 유도나 삼보와 같은 많은 스포츠의 규칙에서 잘 실행된 던지기는 시합을 끝내는 반면(다다미 위에서 시합이 이루어지지 않으면 던진 사람이 다시 일어설 수 없다는 생각으로) 대신 테이크다운을 사용하면 경기는 그라운드에서 계속된다. 테이크다운은 모든 레슬링과 유도에서 자주 볼 수 있다.